# Eliminatórias da Copa do Mundo FIFA de 2002
Um total de 199 seleções participaram das Eliminatórias da Copa do Mundo FIFA de 2002, competindo por 32 vagas disponíveis na fase final, distribuídos entre as zonas continentais da seguinte maneira:
- Europa - representada pela UEFA : 50 seleções competindo por 13,5 vagas (14,5 vagas com a França, já classificada por ser a campeã da copa anterior)
- África - a CAF : 51 seleções para 5 vagas
- América do Sul - CONMEBOL : 10 seleções, 4,5 vagas¹
- Ásia - a AFC : 40 seleções, 4,5 vagas² (2 garantidas automaticamente por serem países-sedes, Japão e Coréia do Sul)
- América do Norte, Central e Caribe - CONCACAF : 35 seleções, 3 vagas²
- Oceania - a OFC : 10 seleções : 0,5 vaga¹

¹ O quinto lugar da América do Sul e o primeiro lugar da Oceania disputam uma vaga pela Copa do Mundo.
² O melhor segundo colocado dos grupos da Europa e o vencedor dos play-offs da Ásia disputam uma vaga pela Copa do Mundo.

## Europa
Para a Europa foram dadas 14,5 das 32 vagas disponíveis no torneio, sendo uma delas automaticamente dada à França como sendo a campeã da copa anterior.
As 50 seleções restantes na confederação foram divididas em 9 grupos; 5 grupos de 6 e 4 grupos de 5 seleções. Dentro de cada grupo, todos os times jogaram entre si em sistema de "turno e returno" - os vencedores de cada um dos 8 grupos se classificaram automaticamente para a fase final da Copa do Mundo, na Coréia e no Japão.
Os vice-campeões de cada grupo foram ranqueados. O melhor colocado entre os segundos, a Irlanda, disputou a repescagem contra o vencedor da repescagem asiática, o Irã. Os outros oito foram divididos em quatro grupos de dois países, decidindo a vaga em um único "mata-mata". Os quatro vencedores também avançaram para a Copa do Mundo.
|  | Equipes classificadas à Copa do Mundo de 2002 |
|  | Play-off                                      |
|  | Equipes eliminadas                            |

### Grupo 1
| Pos | Seleção     | Pts | J  | V | E | D  | GP | GC | SG  |
| --- | ----------- | --- | -- | - | - | -- | -- | -- | --- |
| 1   | Rússia      | 23  | 10 | 7 | 2 | 1  | 18 | 5  | 13  |
| 2   | Eslovênia   | 20  | 10 | 5 | 5 | 0  | 17 | 9  | 8   |
| 3   | Iugoslávia  | 19  | 10 | 5 | 4 | 1  | 22 | 8  | 14  |
| 4   | Suíça       | 14  | 10 | 4 | 2 | 4  | 18 | 12 | 6   |
| 5   | Ilhas Faroé | 7   | 10 | 2 | 1 | 7  | 6  | 23 | –17 |
| 6   | Luxemburgo  | 0   | 10 | 0 | 0 | 10 | 4  | 28 | –24 |

### Grupo 2
| Pos | Seleção       | Pts | J  | V | E | D  | GP | GC | SG  |
| --- | ------------- | --- | -- | - | - | -- | -- | -- | --- |
| 1   | Portugal      | 24  | 10 | 7 | 3 | 0  | 33 | 7  | 26  |
| 2   | Irlanda       | 24  | 10 | 7 | 3 | 0  | 23 | 5  | 18  |
| 3   | Países Baixos | 20  | 10 | 6 | 2 | 2  | 30 | 9  | 21  |
| 4   | Estónia       | 8   | 10 | 2 | 2 | 6  | 10 | 26 | –16 |
| 5   | Chipre        | 8   | 10 | 2 | 2 | 6  | 13 | 31 | –18 |
| 6   | Andorra       | 0   | 10 | 0 | 0 | 10 | 5  | 36 | –31 |

### Grupo 3
| Pos | Seleção          | Pts | J  | V | E | D | GP | GC | SG  |
| --- | ---------------- | --- | -- | - | - | - | -- | -- | --- |
| 1   | Dinamarca        | 22  | 10 | 6 | 4 | 0 | 22 | 6  | 16  |
| 2   | Tchéquia         | 20  | 10 | 6 | 2 | 2 | 20 | 8  | 12  |
| 3   | Bulgária         | 17  | 10 | 5 | 2 | 3 | 14 | 15 | –1  |
| 4   | Islândia         | 13  | 10 | 4 | 1 | 5 | 14 | 20 | –6  |
| 5   | Irlanda do Norte | 11  | 10 | 3 | 2 | 5 | 11 | 12 | –1  |
| 6   | Malta            | 1   | 10 | 0 | 1 | 9 | 4  | 24 | –20 |

### Grupo 4
| Pos | Seleção    | Pts | J  | V | E | D | GP | GC | SG  |
| --- | ---------- | --- | -- | - | - | - | -- | -- | --- |
| 1   | Suécia     | 26  | 10 | 8 | 2 | 0 | 20 | 3  | 17  |
| 2   | Turquia    | 21  | 10 | 6 | 3 | 1 | 18 | 8  | 10  |
| 3   | Eslováquia | 17  | 10 | 5 | 2 | 3 | 16 | 9  | 7   |
| 4   | Macedônia  | 7   | 10 | 1 | 4 | 5 | 11 | 18 | –7  |
| 5   | Moldávia   | 6   | 10 | 1 | 3 | 6 | 6  | 20 | –14 |
| 6   | Azerbaijão | 5   | 10 | 1 | 2 | 7 | 4  | 17 | –13 |

### Grupo 5
| Pos | Seleção       | Pts | J  | V | E | D | GP | GC | SG  |
| --- | ------------- | --- | -- | - | - | - | -- | -- | --- |
| 1   | Polónia       | 21  | 10 | 6 | 3 | 1 | 21 | 11 | 10  |
| 2   | Ucrânia       | 17  | 10 | 4 | 5 | 1 | 13 | 8  | 5   |
| 3   | Bielorrússia  | 15  | 10 | 4 | 3 | 3 | 12 | 11 | 1   |
| 4   | Noruega       | 10  | 10 | 2 | 4 | 4 | 12 | 14 | –2  |
| 5   | País de Gales | 9   | 10 | 1 | 6 | 3 | 10 | 12 | –2  |
| 6   | Armênia       | 5   | 10 | 0 | 5 | 5 | 7  | 19 | –12 |

### Grupo 6
| Pos | Seleção    | Pts | J | V | E | D | GP | GC | SG  |
| --- | ---------- | --- | - | - | - | - | -- | -- | --- |
| 1   | Croácia    | 18  | 8 | 5 | 3 | 0 | 15 | 2  | 13  |
| 2   | Bélgica    | 17  | 8 | 5 | 2 | 1 | 25 | 6  | 19  |
| 3   | Escócia    | 15  | 8 | 4 | 3 | 1 | 12 | 6  | 6   |
| 4   | Letónia    | 4   | 8 | 1 | 1 | 6 | 5  | 16 | –11 |
| 5   | San Marino | 1   | 8 | 0 | 1 | 7 | 3  | 30 | –27 |

### Grupo 7
| Pos | Seleção              | Pts | J | V | E | D | GP | GC | SG  |
| --- | -------------------- | --- | - | - | - | - | -- | -- | --- |
| 1   | Espanha              | 20  | 8 | 6 | 2 | 0 | 21 | 4  | 17  |
| 2   | Áustria              | 15  | 8 | 4 | 3 | 1 | 10 | 8  | 2   |
| 3   | Israel               | 12  | 8 | 3 | 3 | 2 | 11 | 7  | 4   |
| 4   | Bósnia e Herzegovina | 8   | 8 | 2 | 2 | 4 | 12 | 12 | 0   |
| 5   | Liechtenstein        | 0   | 8 | 0 | 0 | 8 | 0  | 23 | –23 |

### Grupo 8
| Pos | Seleção  | Pts | J | V | E | D | GP | GC | SG  |
| --- | -------- | --- | - | - | - | - | -- | -- | --- |
| 1   | Itália   | 20  | 8 | 6 | 2 | 0 | 16 | 3  | 13  |
| 2   | Romênia  | 16  | 8 | 5 | 1 | 2 | 10 | 7  | 3   |
| 3   | Geórgia  | 10  | 8 | 3 | 1 | 4 | 12 | 12 | 0   |
| 4   | Hungria  | 8   | 8 | 2 | 2 | 4 | 14 | 13 | 1   |
| 5   | Lituânia | 2   | 8 | 0 | 2 | 6 | 3  | 20 | –17 |

### Grupo 9
| Pos | Seleção    | Pts | J | V | E | D | GP | GC | SG  |
| --- | ---------- | --- | - | - | - | - | -- | -- | --- |
| 1   | Inglaterra | 17  | 8 | 5 | 2 | 1 | 16 | 6  | 10  |
| 2   | Alemanha   | 17  | 8 | 5 | 2 | 1 | 14 | 10 | 4   |
| 3   | Finlândia  | 12  | 8 | 3 | 3 | 2 | 12 | 7  | 5   |
| 4   | Grécia     | 7   | 8 | 2 | 1 | 5 | 7  | 17 | –10 |
| 5   | Albânia    | 3   | 8 | 1 | 0 | 7 | 5  | 14 | –9  |

## África
As 25 seleções classificadas da fase anterior foram distribuídos em 5 grupos de 5 seleções cada. Dentro de cada grupo, todos jogaram contra todos em turno e returno. Os cinco vencedores de seu grupo receberam as vagas para as finais da Copa do Mundo.

### Grupo 1
| P | País     | J | V | E | D | GP | GC | S   | Pts |
| - | -------- | - | - | - | - | -- | -- | --- | --- |
| 1 | Camarões | 8 | 6 | 1 | 1 | 14 | 4  | 10  | 19  |
| 2 | Angola   | 8 | 3 | 4 | 1 | 11 | 9  | 2   | 13  |
| 3 | Zâmbia   | 8 | 3 | 2 | 3 | 14 | 11 | 3   | 11  |
| 4 | Togo     | 8 | 2 | 3 | 3 | 10 | 13 | -3  | 9   |
| 5 | Líbia    | 8 | 0 | 2 | 6 | 7  | 19 | -12 | 2   |

### Grupo 2
| P | País       | J | V | E | D | GP | GC | S   | Pts |
| - | ---------- | - | - | - | - | -- | -- | --- | --- |
| 1 | Nigéria    | 8 | 5 | 1 | 2 | 15 | 3  | 12  | 16  |
| 2 | Libéria    | 8 | 5 | 0 | 3 | 10 | 8  | 2   | 15  |
| 3 | Sudão      | 8 | 4 | 0 | 4 | 8  | 10 | 2   | 12  |
| 4 | Gana       | 8 | 3 | 2 | 3 | 10 | 9  | 1   | 11  |
| 5 | Serra Leoa | 8 | 1 | 1 | 6 | 2  | 15 | -13 | 4   |

### Grupo 3
| P | País     | J | V | E | D | GP | GC | S   | Pts |
| - | -------- | - | - | - | - | -- | -- | --- | --- |
| 1 | Senegal  | 8 | 4 | 3 | 1 | 14 | 2  | 12  | 15  |
| 2 | Marrocos | 8 | 4 | 3 | 1 | 8  | 3  | 5   | 15  |
| 3 | Egito    | 8 | 3 | 4 | 1 | 16 | 7  | 9   | 13  |
| 4 | Argélia  | 8 | 2 | 2 | 4 | 11 | 14 | -3  | 8   |
| 5 | Namíbia  | 8 | 0 | 2 | 6 | 3  | 26 | -23 | 2   |

### Grupo 4
| P | País            | J | V | E | D | GP | GC | S   | Pts |
| - | --------------- | - | - | - | - | -- | -- | --- | --- |
| 1 | Tunísia         | 8 | 6 | 2 | 0 | 23 | 4  | 19  | 20  |
| 2 | Costa do Marfim | 8 | 4 | 3 | 1 | 18 | 8  | 10  | 15  |
| 3 | RD Congo        | 8 | 3 | 1 | 4 | 7  | 16 | -9  | 10  |
| 4 | Madagascar      | 8 | 2 | 0 | 6 | 5  | 15 | -10 | 6   |
| 5 | Congo           | 8 | 1 | 2 | 5 | 5  | 15 | -10 | 5   |

### Grupo 5
| P | País           | J | V | E | D | GP | GC | S  | Pts |
| - | -------------- | - | - | - | - | -- | -- | -- | --- |
| 1 | África do Sul  | 6 | 5 | 1 | 0 | 10 | 3  | 7  | 16  |
| 2 | Zimbabwe       | 6 | 4 | 0 | 2 | 7  | 5  | 2  | 12  |
| 3 | Burquina Fasso | 6 | 1 | 2 | 3 | 7  | 8  | -1 | 5   |
| 4 | Malawi         | 6 | 0 | 1 | 5 | 4  | 12 | -8 | 1   |

 J= Jogos; V = Vitórias; E = Empates; D = Derrotas; GP = Gols Pró; GC = Gols Contra; S = Saldo de gols  e Pts = Pontos

## América do Sul
Essa região foi disputada da forma "turno e returno" de campeonato envolvendo todos os 10 times em uma competição que começou em Março de 2000. Os 4 primeiros colocados se classificaram automaticamente para as finais da Copa do Mundo de 2002, e o quinto colocado disputou um "mata-mata" contra o vencedor da Oceania.
| P  | País      | J  | V  | E | D  | GP | GC | S   | Pts |
| -- | --------- | -- | -- | - | -- | -- | -- | --- | --- |
| 1  | Argentina | 18 | 13 | 4 | 1  | 42 | 15 | 27  | 43  |
| 2  | Equador   | 18 | 9  | 4 | 5  | 23 | 20 | 3   | 31  |
| 3  | Brasil    | 18 | 9  | 3 | 6  | 31 | 17 | 14  | 30  |
| 4  | Paraguai  | 18 | 9  | 3 | 6  | 29 | 23 | 6   | 30  |
| 5  | Uruguai   | 18 | 7  | 6 | 5  | 19 | 13 | 6   | 27  |
| 6  | Colômbia  | 18 | 7  | 6 | 5  | 20 | 15 | 5   | 27  |
| 7  | Bolívia   | 18 | 4  | 6 | 8  | 21 | 33 | −12 | 18  |
| 8  | Peru      | 18 | 4  | 4 | 10 | 14 | 25 | −11 | 16  |
| 9  | Venezuela | 18 | 5  | 1 | 12 | 18 | 44 | −26 | 16  |
| 10 | Chile     | 18 | 3  | 3 | 12 | 15 | 27 | −12 | 12  |

 P= Posição; J = Jogos; V = Vitórias; E = Empates; D = Derrotas; GP = Gols Pró; GC = Gols Contra; S = Saldo de gols e Pts = Pontos
- Em verde - Classificados para a Copa do Mundo 2002
- Em amarelo - Classificado para a repescagem

## América do Norte, Central e Caribe

### Terceira fase
Essa fase foi jogada no sistema "turno e returno" envolvendo 6 seleções. Os 3 melhores se classificaram para as finais da Copa do Mundo de 2002.
| P | País              | J  | V | E | D | GP | GC | S   | Pts |
| - | ----------------- | -- | - | - | - | -- | -- | --- | --- |
| 1 | Costa Rica        | 10 | 7 | 2 | 1 | 17 | 7  | 10  | 23  |
| 2 | México            | 10 | 5 | 2 | 3 | 16 | 9  | 7   | 17  |
| 3 | Estados Unidos    | 10 | 5 | 2 | 3 | 11 | 8  | 3   | 17  |
| 4 | Honduras          | 10 | 4 | 2 | 4 | 17 | 17 | 0   | 14  |
| 5 | Jamaica           | 10 | 2 | 2 | 6 | 7  | 14 | -7  | 8   |
| 6 | Trinidad e Tobago | 10 | 1 | 2 | 7 | 5  | 18 | -13 | 5   |

 P = Posição; J = Jogos; V = Vitórias; E = Empates; D = Derrotas; GP = Gols Pró; GC = Gols Contra; S = Saldo de gols e Pts = Pontos
- Em verde - Classificados para a Copa do Mundo 2002

## Ásia

### Segunda fase
As dez seleções que sobreviveram à primeira fase foram colocadas em 2 grupos de 5. As seleções jogaram em turno e returno em seus grupos. As melhores seleções em cada grupo se classificaram para a Copa do Mundo. Os segundos colocados de cada grupo (Irã e Emirados Árabes Unidos) jogaram em "mata-mata" entre si para definir o representante asiático que disputou uma vaga contra o melhor 2º colocado da UEFA (Irlanda). Como a Coréia do Sul e o Japão já estavam classificados por serem países-sedes, sobraram 2,5 vagas

#### Grupo A
| P  | Seleção          | J | V | E | D | GP | GC | S   | Pts |
| -- | ---------------- | - | - | - | - | -- | -- | --- | --- |
| 1° | Arábia Saudita * | 8 | 5 | 2 | 1 | 17 | 8  | 9   | 17  |
| 2° | Irã **           | 8 | 4 | 3 | 1 | 10 | 7  | 3   | 15  |
| 3° | Bahrein          | 8 | 2 | 4 | 2 | 8  | 9  | -1  | 10  |
| 4° | Iraque           | 8 | 2 | 1 | 5 | 9  | 10 | -1  | 7   |
| 5° | Tailândia        | 8 | 0 | 4 | 4 | 5  | 15 | -10 | 4   |

#### Grupo B
| P  | Seleção                   | J | V | E | D | GP | GC | S  | Pts |
| -- | ------------------------- | - | - | - | - | -- | -- | -- | --- |
| 1° | China *                   | 8 | 6 | 1 | 1 | 13 | 2  | 11 | 19  |
| 2° | Emirados Árabes Unidos ** | 8 | 3 | 2 | 3 | 10 | 11 | -1 | 11  |
| 3° | Uzbequistão               | 8 | 3 | 1 | 4 | 13 | 14 | -1 | 10  |
| 4° | Catar                     | 8 | 2 | 3 | 3 | 10 | 10 | 0  | 9   |
| 5° | Omã                       | 8 | 1 | 3 | 4 | 7  | 16 | -9 | 6   |

(*) Classificados para a Copa do Mundo

(**) Disputam a repescagem da Ásia
 P = Posição; J= Jogos; V = Vitórias; E = Empates; D = Derrotas; GP = Gols Pró; GC = Gols Contra; S = Saldo de gols e Pts = Pontos
O Irã ganhou a vaga e disputou a repescagem contra a Irlanda.
Irlanda venceu no agregado das duas partidas por 2-1.

## Oceania
Austrália e  Nova Zelândia disputaram a vaga da Oceania em dois jogos de ida-e-volta em Junho de 2001. O vencedor ( Austrália) enfrentou o quinto colocado da América do Sul ( Uruguai) em dois jogos.
| Final               | Final     | Final |  |
| ------------------- | --------- | ----- |  |
| 20 de junho de 2001 | NZL : AUS | 0:2   |  |
| 24 de junho de 2001 | AUS : NZL | 4:1   |  |